# (46280) Hollar
(46280) Hollar ist ein Asteroid des mittleren Hauptgürtels, der am 21. Mai 2001 vom tschechischen Astronomen Petr Pravec und dem slowakischen Astronomen Peter Kušnirák an der Sternwarte Ondřejov (IAU-Code 557) in Ondřejov u Prahy entdeckt wurde.
Der Asteroid gehört zur Eunomia-Familie, einer nach (15) Eunomia benannten Gruppe, zu der vermutlich fünf Prozent der Asteroiden des Hauptgürtels gehören. Die zeitlosen (nichtoskulierenden) Bahnelemente von (46280) Hollar sind fast identisch mit denjenigen von vier kleineren (wenn man von der Absoluten Helligkeit von 14,8, 16,0, 16,1 und 16,6 gegenüber 14,1 ausgeht) Asteroiden: (59784) 2004 NV44, (195370) 2002 FF30, (239758) 2010 AU75 und (314774) 2006 SE390.
(46280) Hollar wurde am 10. September 2003 nach dem böhmischen Zeichner und Kupferstecher Wenzel Hollar benannt (1607–1677), der in den Niederlanden und in England arbeitete.